# Staten Island Ferry

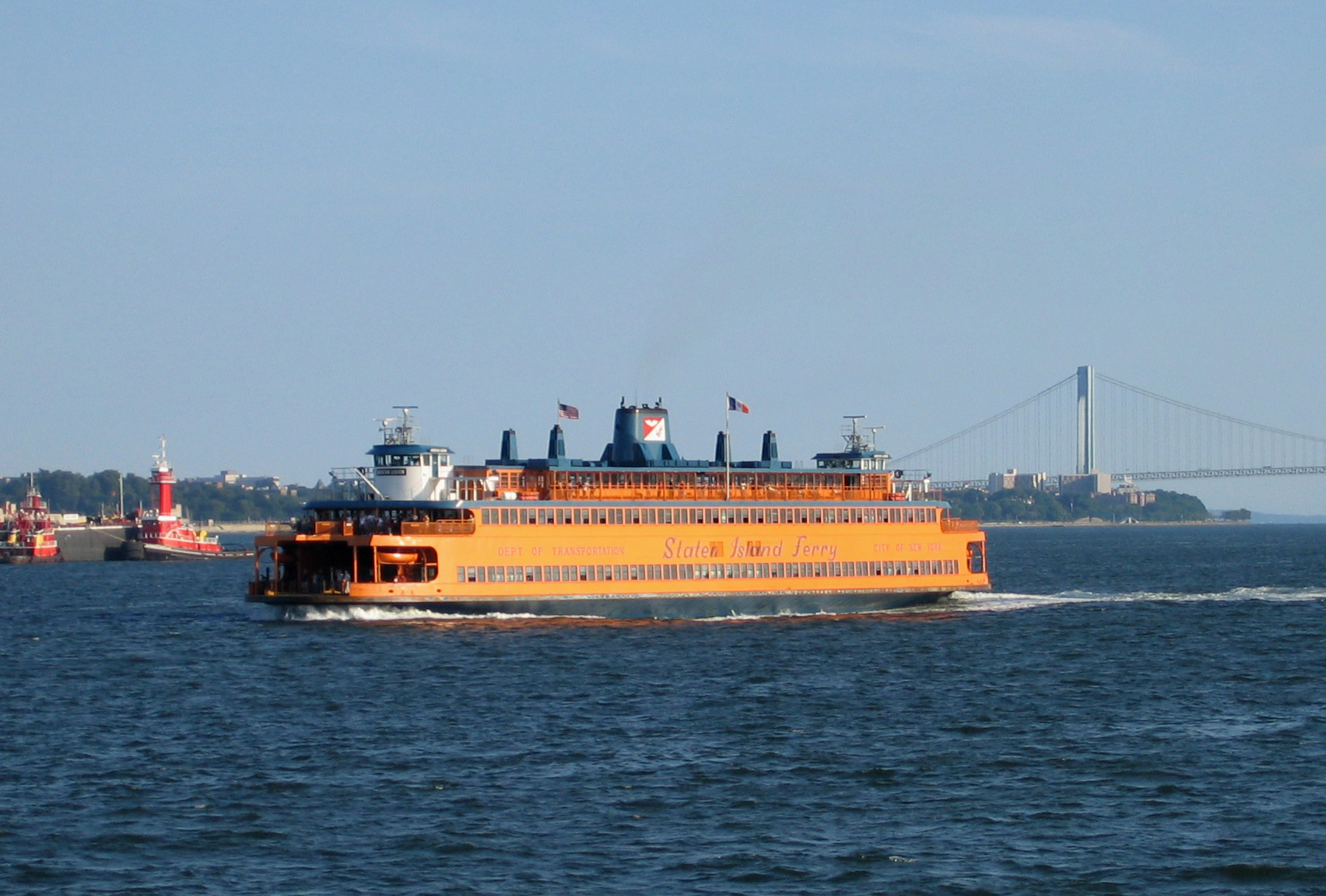
Staten Island Ferry v roce 2004

Staten Island Ferry je pravidelný přívoz mezi Manhattanem a Staten Islandem, který provozuje společnost New York City Department of Transportation. Jezdí každodenně, nalodit se lze na stanici South Ferry, na nejjižnějším cípu Manhattanu blízko Battery Parku.
Je to jedna z nejpopulárnějších atrakcí New Yorku,[zdroj?] cesta je zdarma a přibližně 22 mil dlouhou trasu urazí loď za 22 minut – je tak dostatek času na obdivování panoramatu Manhattanu a Sochy Svobody.
Pro turisty je to jedna z mála šancí dostat se na trošku zapomenutý a méně hektický Staten Island.